# Adobe Flash
Adobe Flash (dawniej Macromedia Flash) – program komputerowy, dawna technologia tworzenia animacji z wykorzystaniem grafiki wektorowej na zasadzie klatek kluczowych, która zakończyła wsparcie 31 grudnia 2020. Powstałe pliki .swf, zwane często „plikami Flash”, można odtwarzać na stronie www za pomocą przeglądarki internetowej z zainstalowaną odpowiednią wtyczką (np. Adobe Flash Player) lub w oddzielnym programie do tego przeznaczonym. Od wersji Flash 5 program wyposażony został w język programowania do obsługi zdarzeń (np. kliknięcie elementu myszą) – ActionScript. Dzięki temu we Flashu można tworzyć interaktywne animacje i programy, np. popularne w sieci WWW gry Flash. Oprócz tego pliki Flash są wykorzystywane do internetowych reklam i prezentacji. Istnieją również strony internetowe całkowicie oparte na plikach Flash.
Zmiany wprowadzone w wersji Flash MX 2004 (w szczególności ActionScript 2) czynią z niego środowisko programistyczne. Macromedia na technologii Flash opierała również inne swoje produkty, takie jak Adobe Breeze czy FlashPaper.

## Wersje programu
- FutureSplash Animator (kwiecień 1996)
- Macromedia Flash 1 (listopad 1996)
- Macromedia Flash 2 (czerwiec 1997)
- Macromedia Flash 3 (maj 1998)
- Macromedia Flash 4 (czerwiec 1999)
- Macromedia Flash 5 (sierpień 2000)
- Macromedia Flash MX (6) (marzec 2002)
- Macromedia Flash MX 2004 (7) (wrzesień 2003)
- Macromedia Flash MX Professional 2004 (7) (wrzesień 2003)
- Macromedia Flash Basic 8 (wrzesień 2005)
- Macromedia Flash Professional 8 (wrzesień 2005)
- Adobe Flash CS3 Professional (9) (kwiecień 2007)
- Adobe Flash CS4 Professional (10) (23 września 2008)
- Adobe Flash CS5 Professional (11) (18 kwietnia 2010)
- Adobe Flash CS5.5 Professional (11.5) (10 kwietnia 2011)
- Adobe Flash CS6 Professional (12) (23 kwietnia 2012)
- Adobe Animate CC (1 grudnia 2015)